# Cantó de Bouzonville
El cantó de Bouzonville és un cantó francès del departament del Mosel·la, situat al districte de Boulay-Moselle. Té 32 municipis i el cap és Bouzonville.

## Municipis
- Alzing (Oljhéngen)
- Anzeling (Aselingen)
- Berviller-en-Moselle (Bersch)
- Bibiche (Bibësch)
- Bouzonville (Busendroff )
- Brettnach (Brettnachen)
- Château-Rouge (Roudendroff )
- Chémery-les-Deux (Scheemréch)
- Colmen (Kolmen)
- Creutzwald
- Dalem (Dale)
- Dalstein (Doolschten)
- Ébersviller (Ebeschwiller)
- Falck (Falk)
- Filstroff (Félschtroff )
- Freistroff (Freeschdroff )
- Guerstling
- Hargarten-aux-Mines
- Heining-lès-Bouzonville
- Hestroff
- Menskirch (Menschkérch)
- Merten
- Neunkirchen-lès-Bouzonville
- Oberdorff
- Rémelfang
- Rémering
- Saint-François-Lacroix
- Schwerdorff (Schweerdroff )
- Tromborn (Tromborren)
- Vaudreching (Walachen)
- Villing
- Vœlfling-lès-Bouzonville (Welfling)

## Història
| Data d'elecció                           | Identitat       | Partit           | Qualitat |
| ---------------------------------------- | --------------- | ---------------- | -------- |
| 1945-1971                                | Félix Mayer     | MRP              |          |
| 1971-1973                                | Roger Hesse     | CD               |          |
| 1973-1994                                | André Bohl      | CDP, després UDF |          |
| 1994-                                    | Clément Larcher | RPR, després UMP |          |
| les dades anteriors no són pas conegudes |                 |                  |          |
|                                          |                 |                  |          |

## Demografia
| A partir de 1990 : Població sense dobles comptes |